# Otto Authén
Otto Fredrik Authén (1º novembre 1886 – 7 luglio 1971) è stato un ginnasta norvegese.

## Palmarès

### Olimpiadi
- Argento a Londra 1908 nel concorso a squadre.